# Теория двух стадий
Двухступенчатая теория (также теория двух стадий) — сталинская политическая теория, которая утверждает, что слаборазвитые страны должны сначала пройти стадию капитализма, прежде чем перейти на социалистическую стадию. В Советском Союзе двухступенчатая теория была противопоставлена троцкистской теории перманентной революции.

## Теория
Теория двух стадий насаждалась в марксизме-ленинизме при Сталине. Совсем недавно в Южно-Африканской Коммунистической партии и в Социалистическом Альянсе (Австралия) вновь была разработана двухступенчатая теория.